# Heinrich Dressel
Heinrich Dressel (16. lipnja 1845. u Rimu – 17. srpnja 1920. u Teisendorfu ) bio je njemački arheolog .
Studirao je kod Theodora Mommsena u Berlinu, a kasnije je doktorirao na Sveučilištu u Göttingenu s tezom " De Isidori Originum fontibus " (1874.). Godine 1878. postao je profesor na Njemačkom arheološkom institutu u Rimu, a 1898. imenovan je ravnateljem Münzkabinetta (numizmatičkog kabineta) u Berlinu.
Najpoznatiji je po nekoliko knjiga o latinskim natpisima, a pronalazač je natpisa Duenos 1880. na brdu Kvirinal u Rimu, jednog od najranijih poznatih starolatinskih tekstova, različito datiranih od 7. do 5. stoljeća pr. Kr. Dressel je također razvio tipologiju za klasifikaciju antičkih amfora, temeljenu na njegovim pionirskim iskapanjima u Monte Testaccio u Rimu.
Dressel je također poznat po svom radu u numizmatici, a nagrađen je medaljom Kraljevskog numizmatičkog društva 1908.